# San Marcelino
San Marcelino ist eine philippinische Stadtgemeinde in der Provinz Zambales. Sie hat 33.665 Einwohner (Zensus 1. August 2015).

## Baranggays
San Marcelino ist administrativ in 18 Baranggays unterteilt.
| - Aglao - Buhawen - Burgos (Pob.) - Central (Pob.) - Consuelo Norte - Consuelo Sur (Pob.) - La Paz (Pob.) - Laoag - Linasin | - Linusungan - Lucero (Pob.) - Nagbunga - Rabanes - Rizal (Pob.) - San Guillermo (Pob.) - San Isidro (Pob.) - San Rafael - Santa Fe |